# Mulock Inlet
Das Mulock Inlet ist eine 16 km breite Bucht an der Hillary-Küste in der antarktischen Ross Dependency. Sie bildet den Einlass des Mulock-Gletschers aus dem Transantarktischen Gebirge in das Ross-Schelfeis zwischen dem Kap Teall und dem Kap Lankester.
Teilnehmer der Discovery-Expedition (1901–1904) unter der Leitung des britischen Polarforschers Robert Falcon Scott entdeckten und benannten sie. Namensgeber ist der britische Polarforscher George Mulock (1882–1963), ein Teilnehmer der Expedition.